# إيرل مورس ويلبر
إيرل مورس ويلبر (بالإنجليزية: Earl Morse Wilbur)‏ هو مؤرخ أمريكي، ولد في 26 أبريل 1866 في جيريتشو في الولايات المتحدة، وتوفي في 8 يناير 1956 في بيركيلي في الولايات المتحدة.

## وصلات خارجية
- إيرل مورس ويلبر على موقع الموسوعة البريطانية (الإنجليزية)